# Mateusz Słodowy
Mateusz Słodowy (ur. 8 sierpnia 1991 w Wodzisławiu Śląskim) – polski piłkarz występujący na pozycji obrońcy w Odry Wodzisław Śląski. Wychowanek Odry Wodzisław Śląski, w swojej karierze reprezentował także barwy takich zespołów, jak Kolejarz Stróże, Viktoria Žižkov, Górnik Zabrze, Energetyk ROW Rybnik, Polonia Bytom oraz Kotwica Kołobrzeg.